# Zamarada nigrapex
Zamarada nigrapex là một loài bướm đêm trong họ Geometridae.